# Anita Pallenberg
Anita Pallenberg (Roma, 6 aprile 1942 – Chichester, 13 giugno 2017) è stata una modella, attrice e stilista italiana, nota per essere stata la compagna prima del pittore Mario Schifano, poi di Brian Jones e successivamente di Keith Richards, entrambi membri dei Rolling Stones.

## Biografia
Figlia di un agente del turismo italiano di origine tedesca, Arnoldo Pallenberg, e della segretaria tedesca Paula Wiederhold, fu nota principalmente per le storie sentimentali che la legarono a Mario Schifano e a due membri dei Rolling Stones: dapprima Brian Jones (che la incontrò nel 1965) e in seguito Keith Richards. Come Richards, la Pallenberg si disintossicò dall'eroina. 
Ci sono state voci secondo cui ebbe una breve relazione con Mick Jagger durante le riprese del film Sadismo, che lei però ha sempre smentito. Sempre per il cinema ricoprì il ruolo della Black Queen in Barbarella (1968) di Roger Vadim e della moglie di Michel Piccoli in Dillinger è morto (1969) di Marco Ferreri. Dopo la fine del rapporto con Richards, la Pallenberg divenne una stilista di moda, dividendosi per lavoro tra New York e l'Europa.
Morì il 13 giugno 2017, all'età di 75 anni, a causa di complicazioni dovute all'epatite C.

## Vita privata
Con Richards ebbe tre figli: Marlon Richards (nato nel 1969), sposato con la modella franco-gallese Lucie de La Falaise; Dandelion Richards (nata nel 1972), meglio nota col nome di Angela Richards; infine Tara Richards, nato nel 1976 e morto per problemi di salute poco dopo la nascita.

## Citazioni e omaggi
- La canzone Angie (1973) è stata scritta e composta da Keith Richards prima della nascita della loro seconda figlia, quando Anita era incinta ma ancora non sapevano il sesso del bambino, che si rivelò essere, appunto, femmina. Il nome Angela fu scelto come secondo nome, in quanto la struttura cattolica dov'era nata la secondogenita impose un nome più adatto secondo i propri canoni.[7]
- La canzone Chez Keith et Anita di Carla Bruni pubblicata nell'album Little French Songs nel 2013 fa riferimento a lei.

## Filmografia
- Vivi ma non uccidere, regia di Volker Schlöndorff (1967)
- Onyricon, non accreditata, regia di Joe Massot (1968)
- Barbarella, regia di Roger Vadim (1968)
- Candy e il suo pazzo mondo, regia di Christian Marquand (1968)
- Heads, cortometraggio, regia di Peter Gidal (1969)
- Dillinger è morto, regia di Marco Ferreri (1969)
- La spietata legge del ribelle, regia di Volker Schlonforff (1969)
- Sadismo, regia di Donald Cammell e Nicolas Roeg (1970)
- Le berceau de cristal, regia di Philippe Garrel (1976)
- Madonna: Drowned World/Substitute for Love, cortometraggio, regia di Walter A. Stern (1998)
- Love Is the Devil, regia di John Maybury (1998)
- Absolutely Fabulous - serie TV, 1 episodio (2001)
- Hideous Man, cortometraggio, regia di John Malkovich (2002)
- Mister Lonely, regia di Harmony Korine (2007)
- Go Go Tales, regia di Abel Ferrara (2007)
- Chéri, regia di Stephen Frears (2009)
- Napoli, Napoli, Napoli, regia di Abel Ferrara (2009)
- 4:44 - Ultimo giorno sulla terra (4:44 Last Day on Earth), regia di Abel Ferrara (2011)

## Doppiatrici
- Rita Savagnone in Dillinger è morto, Sadismo
- Anna Miserocchi in Barbarella
- Monica Pariante in Go Go Tales
- Paila Pavese in Chéri
- Stefania Romagnoli in 4:44 - Ultimo giorno sulla terra